# Anteaeolidiella oliviae
Espèce

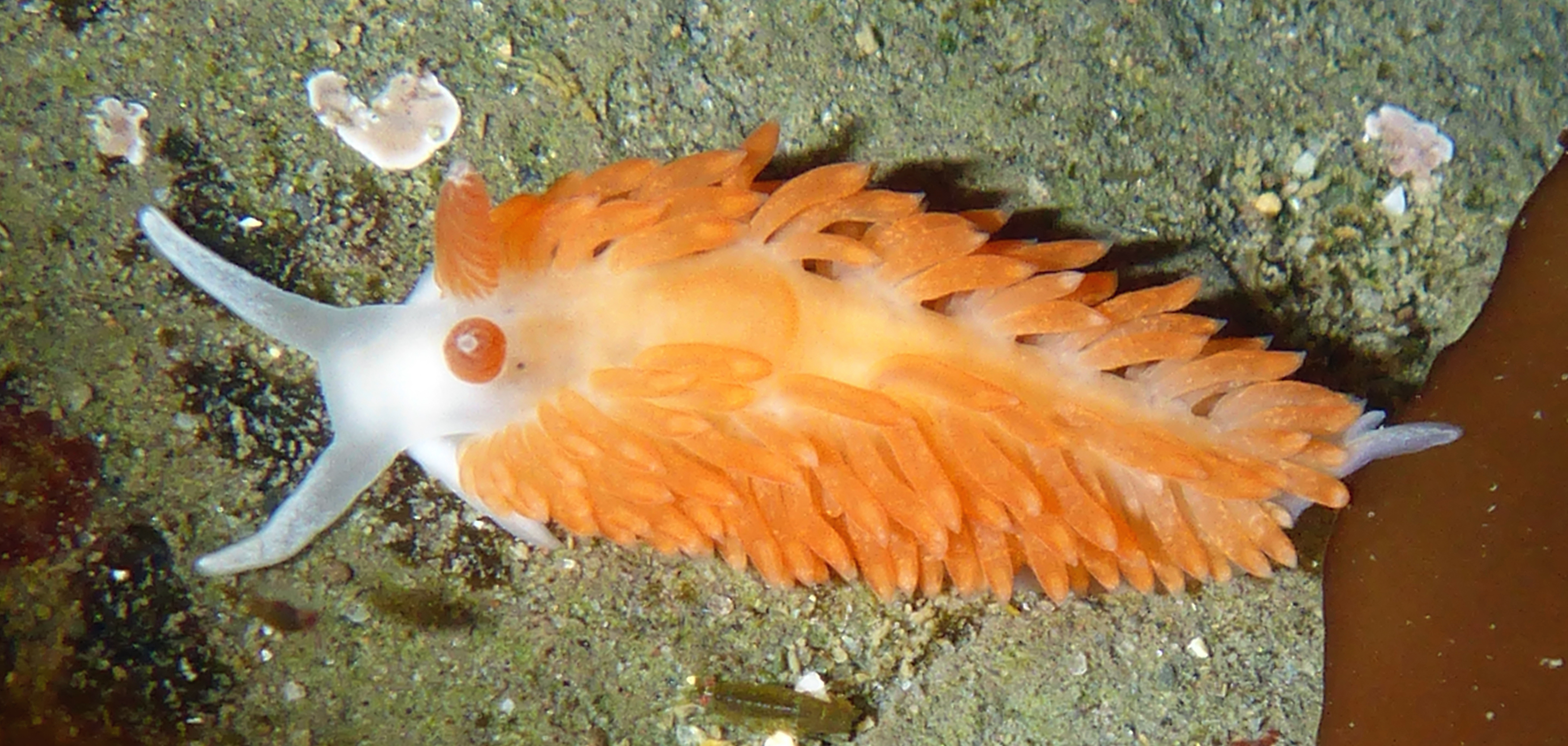
Anteaeolidiella oliviae

Anteaeolidiella oliviae est une espèce de mollusques nudibranches  (une limace de mer). C'est un gastéropode marin de la famille des Aeolidiidae.

## Systématique
- Aeolidiella oliviae MacFarland, 1966 - protonyme

## Distribution
Cette espèce a été décrite à partir de spécimens collectés à San Diego, en 1966.

## Description
Ce nudibranche peut mesurer 2 cm de long. Anteaeolidiella oliviae a un corps blanc translucide avec une coloration crème sur le dos. Il existe parfois une tache orange sur la tête et une autre sur le péricarde. Les rhinophores sont orange vif avec des pointes blanches. Les palpes sont pour la plupart d'un blanc opaque et brillant. Les cerate sont orange avec des cnidosacs blancs.

## Éthologie
Cette espèce se nourrit d'anémones de mer. Cet animal est principalement nocturne.